# Hardy Brown
Pour les articles homonymes, voir }Hardy et Brown.
(en) Statistiques sur pro-football-reference
Hardy Brown est un sportif professionnel américain de football américain né le 28 mai 1924 à Childress (Texas) et mort le 8 novembre 1991 à Stockton (Californie). 
Il a joué au poste de linebacker dans la National Football League (NFL), l'All-America Football Conference (AAFC) et l'American Football League (AFL).

## Biographie
Alors âgé de quatre ans, il est le témoin du meurtre de son père. Il est ensuite envoyé avec ses frères et sœurs au Texas Masonic Home, un orphelinat pour les enfants de francs-maçons décédés situé à Fort Worth au Texas où il se lie d'amitié avec Tex Coulter. Il y joue au football américain pour l'équipe des Mighty Mites. Il s'y révèle être un joueur hors pair et conduit son équipe en finale de l'État lors de son année senior. 
Cette épopée fait l'objet en 2007 du livre Twelve Mighty Orphans écrit par Jim Dent (en) adapté au cinéma en 2021 sous le titre 12 Mighty Orphans.
Il s'enrôle ensuite dans le Corps des Marines des États-Unis, servant comme Parachutiste marin (Paramarines) pendant la Seconde Guerre mondiale. 
Au niveau universitaire, il a joué pour le Golden Hurricane représentants l'Université de Tulsa dans la Division I de la NCAA. 
En tant que professionnel, il a joué pour les 49ers de San Francisco, les Redskins de Washington et les Broncos de Denver. Lui et Ben Agajanian (en) sont les deux seuls joueurs à avoir participé aux championnats de l'American Football Conference, de la National Football League et de l'American Football League.
Brown devient un des joueurs défensifs les plus durs, éliminant de nombreux adversaires grâce à ses poussées d'épaule caractéristiques. Les Rams vont jusqu'à offrir une prime de 500 $ au joueur qui pourrait le sortir du jeu. Les officiels vérifient également une fois ses épaulettes avant le début d'un match afin de s'assurer qu'aucune plaque métallique ou tout autre matériel similaire n'y était dissimulé. Sa réputation était telle que lorsque le quarterback Bob Waterfield, futur membre du Pro Football Hall of Fame, est heurté par une voiture, il déclare à la presse qu'il ignorait que Hardy Brown était en ville (I didn't know that Hardy Brown was in town.).
Brown décède en 1991 dans un établissement psychiatrique après avoir souffert de démence et d'emphysème. Il souffrait énormément d'arthrite au niveau de l'épaule droite ce qui l’empêchait de lever le bras pour se gratter la tête.
Dans l'émission du Top 10 NFL sur NFL Network, Hardy a été classé no 5 dans la catégorie des plaqueurs les plus redoutés de tous les temps.